# Brygady Baas
Brygady Baas (arab. ‏كتائب البعث‎) – ochotnicza paramilitarna milicja biorąca udział w wojnie Syrii po stronie syryjskiego rządu.
Oddziały zostały sformowane w Aleppo, na początku walk o to miasto. Składają się głównie z muzułmanów-sunnitów, wiernych panarabskiej ideologii baasizmu. W 2014 roku jednostki te liczyły do 7000 bojowników, zaś we wrześniu 2015 ich liczebność oceniano na 10 tysięcy osób działających w Aleppo i Damaszku. Pododdział Brygad Baas funkcjonował też w Palmyrze, a także w Hasace. Twórcą i dowódcą Brygad był Hilal Hilal.